# Ken Anderson (ingénieur)
 (juin 2020).
Pour les articles homonymes, voir Ken Anderson et Anderson.
Ken Anderson est un ingénieur du sport automobile américain, travaillant au cours de sa carrière dans le motocross, le ChampCar, la Formule 1, l'Indycar et la NASCAR. 

## Biographie
Anderson entre dans le monde de la Formule 1 chez Ligier en 1989 après avoir travaillé pour Penske en CART, en tant que directeur technique de l'équipe. Ce fut, pour sa première en Formule 1, une bonne année avec comme meilleur résultat une 5e place pour René Arnoux, malgré les difficultés de la JS33. Il entre donc la saison suivante chez Onyx, où il retrouve Stefan Johansson, avec qui il a travaillé chez Ligier. Malgré le podium du Suédois au Portugal, la saison est catastrophique pour l'écurie anglaise. 
C'est ainsi qu'Anderson est retourné aux États-Unis et est devenu directeur technique de Chip Ganassi Racing, en collaboration avec Eddie Cheever et Robby Gordon. Il a suivi Gordon chez AJ Foyt Racing en 1993, puis est allé rejoindre Johansson à Bettenhausen avant d'être impliqués dans la formulation des règles pour ce qui est à l'époque le futur Indycar. Travaillant pour Motorsports Bradley, il a ensuite aidé Buzz Calkins à remporter le premier titre IRL (qu'il partage avec Scott Sharp). En 1996, il a conçu la première monoplace G-Force d'IRL. C'est cette même voiture qui a remporté les 500 miles d'Indianapolis en 1998. Il continue à concevoir les châssis pour Robbie Gordon en 1997 et 1998, dont un camion tout-terrain Toyota pour les courses de Baja. Le lien avec Toyota a conduit l'a conduit au poste de designer chez Dan Gurney's All American Racers en CART. Il a maintenu ses liens avec G-Force et conçu la voiture de l'édition 2000 d'Indycar pour l'entreprise et lorsque Michael Kranefuss a décidé de créer une entreprise de monoplace en 2002, il a demandé à Anderson pour être le chef technique de la compagnie Falcon. Ce projet a toutefois été de courte durée et en 2003, Anderson se dirige vers la NASCAR en tant que directeur technique chez Haas CNC Racing. 
En 2006, Anderson et le journaliste anglais Peter Windsor (rédacteur en chef de F1 Racing, consultant pour Speed TV et ancien directeur sportif de l'écurie Williams) entrent en contact dans le but de créer une écurie américaine de Formule 1. Au cours de l'été 2008, le projet d'une écurie américaine montée par Anderson en association avec Honda est révélé par les médias spécialisés mais le retrait de Honda de la Formule 1 met fin à cette possibilité. Le projet refait surface en février 2009 et l'écurie est lancée sous le nom USF1. Anderson et Windsor de confirment les grandes lignes de leur projet : une écurie basée à Charlotte en Caroline du Nord et deux pilotes américains. De nombreuses zones floues entourent USF1 : aucun financement annoncé lors de la conférence de presse, des délais très courts pour être présent en 2010, pas d'usine. Le 24 juin 2009, la FIA a officiellement inclus l'équipe dans la liste des engagés pour la saison 2010.
Après deux mois d'attente, USF1 officialise le pilote argentin José María López le 25 janvier 2010 après que celui-ci a réuni le budget nécessaire. Toutefois, l'avenir de l'équipe soulève de nombreux doutes, confirmés par la demande officielle de dérogation pour ne commencer sa saison qu'à Barcelone, soit au cinquième Grand Prix du championnat. À la suite des difficultés rencontrées, et à l'avis négatif formulé par Charlie Whiting, délégué technique de la FIA, USF1 renonce à son inscription pour la saison 2010. L'écurie demande un report d'un an de son inscription et en contrepartie souhaite verser un chèque de caution d'environ 1 million d'euros. Le 2 mars 2010, l'écurie ferme son usine et demande à son personnel de ne plus venir travailler.